# Дент-дю-Чат (гора)
Дент-дю-Чат (котячий зуб) — гора в Савої, Франція. Лежить в хребті Юра. Має висоту 1,390 метрів над рівнем моря.